# Glock
Glock je serija poluautomatskih pištolja koje je dizajnirala i proizvela austrijska tvrtka Glock Ges.m.b.H. u Deutsch-Wagramu, Austrija. Osnivač tvrtke, Gaston Glock, nije uopće imao iskustva u dizajniranju ili proizvodnji vatrenih oružja u vremenu kad su napravili svoj prvi prototip pištolja, Glock. Glock je, međutim, imao opsežno iskustvo u naprednim sintetičkim polimerima, znanje koje je bilo instrumentalno u dizajnu tvrtkine prve uspješne linije pištolja s polimernom građom. Glock je uveo feritno nitrocementiranje u industriju vatrenih oružja kao antikorozivnu površinsku obradu. 

## Povijest
Krajem sedamdesetih i početkom osamdesetih godina 20. stoljeća austrijska vojska raspisala je natječaj za izbor novog pištolja koji je trebao zamijeniti stari i pouzdani Walther P38. Gaston Glock, koji je do tada radio kao konstruktor u jednoj austrijskoj tvornici koja je proizvodila hladnjake za vozila, bez ikakvih iskustva o proizvodnji pištolja, odlučio je dizajnirati pištolj za vojsku.
Skupio je nekoliko stručnjaka, od policajaca, instruktora gađanja do ratnih veterana. Svaki od tih stručnjaka morao je navesti najvažnije karakteristike koje očekuje od savršenog pištolja. Neopterećen uobičajenim konstrukcijskim zakonitostima, jer se prije nije bavio oružjem, ali razmotrivši rješenja tada najboljih svjetskih proizvođača, dizajnirao je Glock. Taj će pištolj u narednih 20 godina biti proizveden u više od 2,5 milijuna primjeraka i biti korišten diljem svijeta. 

## Modeli

### 9×19mm Parabellum
Glock 17 je izvorni 9×19mm Parabellum model sa standardnim magazin kapacitetom od 17 metaka. Predstavljeno je nekoliko modificiranih verzija Glocka 17.
- Glock 17C je predstavljen 1996. godine i imao je ugrađene rezne utore na cijevi i kliznom mehanizmu koji su kompenzirali podizanje cijevi i trzaj pri opaljenju.
- Glock 17L je predstavljen 1988. godine i imao je duži klizni mehanizam i produženu cijev. Izvorno, Glock 17L imao je tri rupe na vrhu cijevi i odgovarajući utor na kliznom mehanizmu; ipak, kasniji proizvodni modeli ovog tipa su rađeni bez rupa na cijevi.
- Glock 17MB je verzija s dvostrukom tipkom za izbacivanje spremišta za streljivo na lijevoj i desnoj strani pištolja. Ovaj model zajedno s ostalim MB modelima se prestao proizvoditi nakon predstavljanja pištolja 4 generacije koji imaju mogućnost lakog premještanja tipke izbacivanja spremišta za streljivo.

Glock 18 je selective fire verzija Glocka 17, proizvedena na zahtjev Austrijske anti terorističke jedinice EKO Cobra. Ovaj automatski pistolj ima mogućnost pucati automatski i poluautomatski. Pištolj je uglavnom korišten s produženim spremnikom streljiva od 33 metka, iako i drugi spremnici od Glocka 17 mogu raditi, s kapacitetom od 10, 17, i 19 metaka.
Glock 19 je smanjena verzija Glocka 17, zvana "Kompakt" ili "Compact" od strane proizvođača. Prvi put je proizveden 1988, primarno za vojsku i policiju. Glock 19 ima cijev i rukohvat koji su kraći za 12 mm od Glocka 17 i koristi spremnik streljiva sa standardnih 15 metaka.
Glock 26 je 9×19mm "subkompakt" varijanta dizajniran za skriveno nošenje i predstavljen 1995, najviše za civilno tržište. Ima manji okvir od Glocka 19 s rukohvatom koji podupire uglavnom dva prsta, kraću cijev, klizni mehanizam i dvostruko nabijeni spremnik streljiva sa standardnim kapacitetom od 10 metaka.
Glock 34 je natjecateljska verzija Glocka 17. Sličan je svome pretku, Glocku 17L ali s malo kraćom cijevi kliznim mehanizmom koji bi trebao biti dobar za razne vrste natjecateljskih zahtjeva. Osmišljen je i proizveden 1998, i uspoređujući ga s Glock 17, ima 21mm dužu cijev i klizni mehanizam.

### 10mm Auto
Glock 20 je predstavljen 1991 i osmišljen za tadašnje rastuće policijske i sigurnosne snage. Zbog dužeg metka i većeg puščanog pritiska pištolj je malo veći od Glock 17, imajući 2,5mm veći obujam i 7mm veću dužinu.
- Glock 20SF je verzija Glocka 20 koji ima manji okvir koji je baziran na standardnom G20 okviru (isti obujam), ali smanjuje daljinu okidača od rukohvata za 2,5mm tako da ovim pištoljem mogu rukovati osobe manjih ruku.
- Glock 29 je 10mm Auto iste veličine kao i Glock 26 predstavljen 1997. zajedno s Glock-om 30 (.45 ACP). Pištolj ima 96mm cijevi i standardni spremnik streljiva od 10 metaka. Kao i drugi subkompakti Glock marke pištolja, Glock 29 će raditi s tvorničkim spremnicima sa zajedničkim najvećim modelom, dajući mu mogući spremnik od 15 metaka.
- Glock 29SF je verzija Glocka 29 koji ima manji okvir koji je napravljen po standardnom G29 okviru (ista širina), ali smanjuje daljinu okidača od rukohvata za 2,5mm.

### .45 ACP
Glock pištolji napravljeni za .45 ACP i .45 GAP imaju osmerostrano poligonalno užljebljenje za razliku od šesnaestostranog oblikovanja rađenog za modele drugačijeg kalibra.
Glock 21 je .45 ACP verzija Glocka 20 dizajnirano primarno za američko tržište. Za razliku od Glocka 20 kalibriranog za 10mm Auto, klizni mehanizam je lakši kako bi kompenzirao manju energiju .45 ACP metka. Standardni Glock 21 spremnik je jednostruko nabijeni spremnik streljiva s kapacitetom od 13 metaka.
- Glock 21SF je verzija Glocka 21 koji ima manji okvir koji je napravljen po uzoru na standardni G21 okvir (ista širina), ali smanjuje daljinu okidača od rukohvata za 2,5mm kako bi ga mogla koristiti osoba s manjim rukama.

Glock 30 je .45 ACP je verzija subkompakta Glocka 29 sa standardnim kapacitetom spremnika streljiva od 10 metaka. Tvornički spremnik od Glocka 21 s kapacitetom od 13 metaka može raditi u Glocku 30.
- Glock 30SF je verzija Glocka 30 koji ima manji okvir koji je napravljen na standardnom G30 okviru (ista širina) ali smanjuje daljinu okidača od rukohvata za 2,5 mm. G30SF ima isti standardni spremnik streljiva kao G30 i G21.
- Glock 30S je verzija Glocka 30 koji ima tanju klizni mehanizam i manji okvir te dvostruko nabijeni spremnik streljiva. Spremnik drži 10 metaka.

Glock 36 je mršavija verzija subkompakta G30 koja ima ultra-kompakt klizni mehanizam, okvir i kalibriran je za .45 ACP kalibar metka. Drži 6 metaka u spremniku streljiva.
Glock 41 je natjecateljska verzija Glocka 21, više kao G34 što je G17. G41 je jedini proizveden u 4 generaciji.

### .40 Smith and Wesson
Glock 22 je .40 S&W verzija prvog Glocka17 predstavljen 1990. godine. Standardni kapacitet spremnika je 15 metaka.
Glock 23 je .40 S&W verzija kompaktnog Glocka 19. Dimenzijski je identičan s Glock-om 19 ali je teži i ima modificirani klizni mehanizam i okvir, .40 S&W cijev te standardni spremnik streljiva s kapacitetom od 13 metaka. Spremnik od 15 metaka od većeg Glocka 22 će raditi u Glock-u 23.
Glock 24 je .40 S&W natjecateljska verzija predstavljen 1994. godine a prestao se proizvoditi kad su izašli G34 i G35 modeli.
Glock 27 je .40 S&W verzija subkompakta Glocka 26 sa standardnim kapacitetom spremnika streljiva od 9 metaka. Tvornički spremnici od većeg Glock 22 i 23 će raditi u Glock-u 27 povećavajući mu kapacitet od 13 do 15 metaka.
Glock 35 je .40 S&W verzija natjecateljskog G34.

### .380 ACP
Glock 25 je predstavljen 1995. sa spremnikom kapaciteta 15 metaka.
Glock 28 je predstavljen 1997. sa standardnim kapacitetom spremnika od 10 metaka.
Glock 42 je predstavljen 2014. godine i to je najmanji pištolj kojeg ta tvrka proizvodi. Standardni kapacitet mu je 6 metaka.

### .357 SIG
Glock 31 je .357 SIG verzija prvog Glocka 22. Standardni kapacitet spremnika streljiva je 15 metaka.
Glock 32 je .357 SIG verzija komapkta Glocka 23. Standardni kapacitet spremnika streljiva je 13 metaka.
Glock 33 je .357 SIG verzija subkompakta Glocka 27. Standardni kapacitet spremnika streljiva je 9 metaka.

### .45 GAP
Glock 37 je .45 GAP verzija Glocka 17. Koristi širi klizni mehanizam, veću cijev i drugačiji spremnik streljiva ali je sličan Glock-u 17. Glock 37 prvi put se pojavio 2003. godine. Dizajniran je ponudi balistički jak pištolj sličan sa .45 ACP u okvirnoj veličini Glocka 17. Standardni kapacitet spremnika streljiva je 10 metaka.
Glock 38 je .45 GAP verzija kompakta Glocka 19. Standardni kapacitet magazina je 8 metaka.
Glock 39 je .45 GAP verzija subkompakta Glocka 26. Standardni kapacitet spremnika streljiva je 6 metaka.